# والدمار بواشچیک
والدمار بواشچیک (لهستانی: Waldemar Błaszczyk؛ زادهٔ ۱۹۷۳) بازیگر اهل لهستان است.
از فیلم‌ها یا مجموعه‌های تلویزیونی که وی در آن‌ها نقش داشته‌است، می‌توان به نامه به بابا نوئل ۲، نشانه، دختران جنگ، پدر متیو، یک خانواده لهستانی، قانون حقیقی، عشق اول، قواعد بازی، کمیسر آلکس، در خیابان سپولنِـی، در خوشی و سختی، پرستار کودک، کارآگاهان جنایی، سال‌های شیرین و طایفه اشاره نمود.